# Nowotwór złośliwy skóry

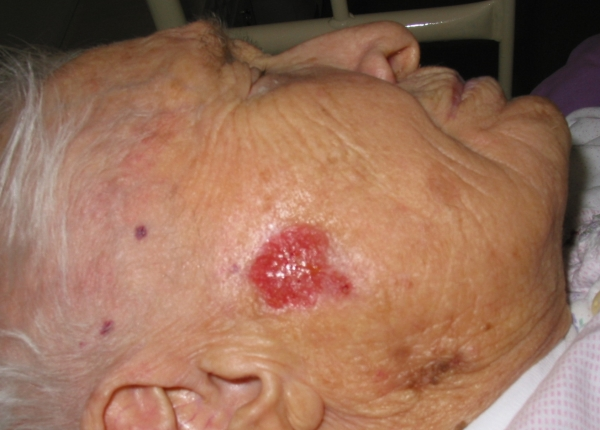
Rak podstawnokomórkowy skóry

Nowotwory złośliwe skóry – nowotwory złośliwe, których pierwotnym miejscem powstania jest skóra.
Przeważającą większość stanowią raki skóry, w tym (najczęstsze typy):
- rak podstawnokomórkowy skóry
- rak kolczystokomórkowy skóry.

Do rzadszych typów zalicza się rak neuroendokrynny skóry.
W piśmiennictwie anglosaskim raki skóry określane są nazwą non-melanoma skin cancer. Są to najczęściej występujące nowotwory złośliwe u człowieka. Rzadziej spotykany jest, między innymi, chłoniak pierwotny skóry.
Nowotwory skóry diagnozuje się za pomocą dermatoskopii i badania histopatologicznego. Od niedawna stosuje się również refleksyjną mikroskopię konfokalną, polegającą na skanowaniu niewielkiego obszaru skóry laserem działającym w bliskiej podczerwieni. 